# Pauline Gower
Pauline Mary de Peauly Gower Fahie (22 juillet 1910 – 2 mars 1947) est une pilote et auteure britannique qui a créé la branche féminine de l'Air Transport Auxiliary pendant la Seconde Guerre mondiale. 

## Petite enfance et éducation
Fille du député Robert Gower et scolarisée à la Beechwood Sacred Heart School, elle vole pour la première fois avec Alan Cobham et est fascinée par l'expérience. Gower rencontre Dorothy Spicer (en) à l'aéroclub de Londres de l'aérodrome de Stag Lane et deviennent amies par la suite. En août 1931, elles établissent un service de taxi aérien et de ballade aérienne dans le Kent. Gower est autorisée à transporter des passagers contre rémunération et a obtenu une licence de pilote B après avoir répondu aux exigences du test, notamment un vol de nuit en solo et plus de cent heures de vol de jour. Spicer a obtenu son diplôme d'ingénieur au sol et est titulaire d'une licence de pilote « A » (privé). Elles louent un avion et achètent plus tard un Gypsy Moth pour le commerce, mais ont du mal à gagner leur vie et décident donc de rejoindre le cirque aérien Crimson Fleet puis le spectacle aérien des hôpitaux britanniques.

## Carrière de pilotage
En 1932, afin de soutenir les hôpitaux britanniques, elles parcourent le pays avec un cirque aérien, organisant des reconstitutions aériennes dans 200 villes. Elles rejoignent la section aéronautique de la Women's Engineering Society en 1932. Gower écrit également pour Girl's Own Paper et Chatterbox et publie un recueil de poèmes, Piffling Poems for Pilots, en 1934. Elle connait bien l'écrivain W.E Johns dont le personnage Worrals est inspiré de sa personne ainsi que d'Amy Johnson[réf. nécessaire].

## Travail d'ingénieur

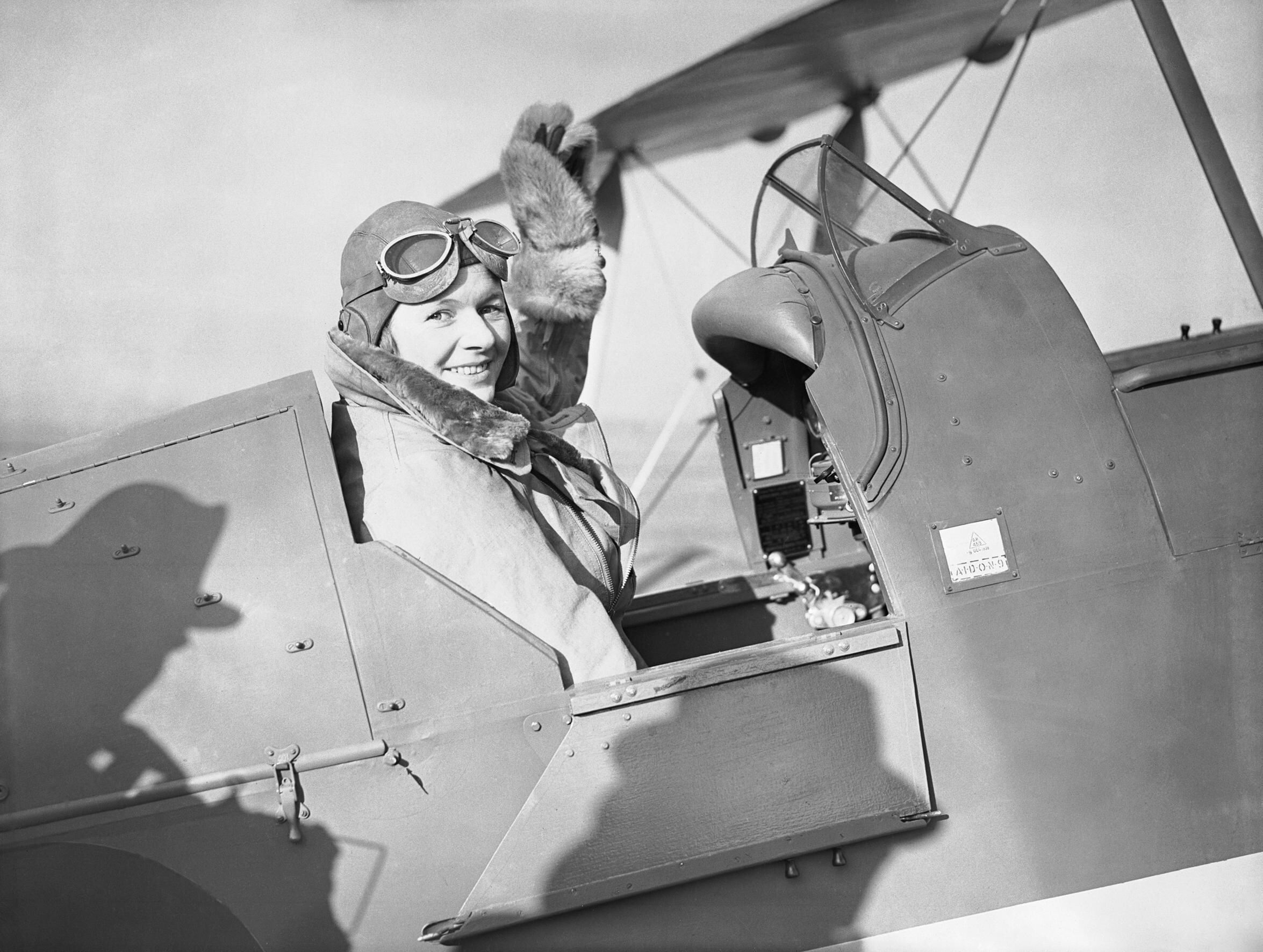
Gower dans le cockpit d'un Tiger Moth de Havilland.

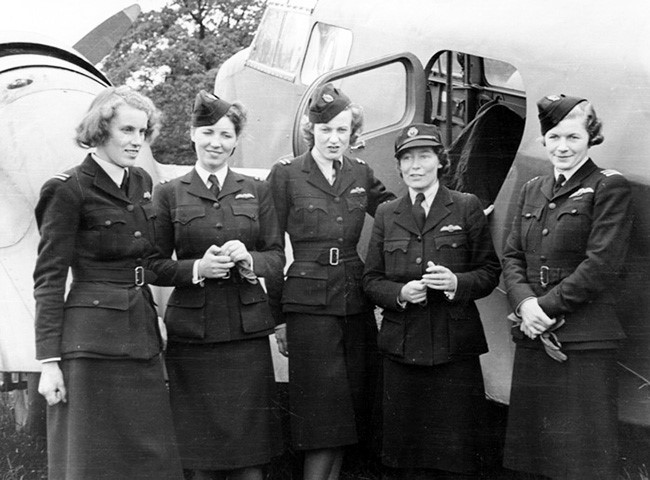
Cinq aviatrices de l'ATA, Lettice Curtis, Jenny Broad, Audrey Sale Barker, Gabrielle Patterson et Gower.

En 1935, elle est nommée membre du conseil de la Women's Engineering Society. Elle préside une réunion sur « L’histoire des dirigeables britanniques », où M. M. Langley s'est fait le défenseur de l'aéroglisseur et A.F. de Moleyns du dirigeable. En 1936, Gower est la première femme à obtenir la licence de navigateur de deuxième classe du ministère de l’Air. Plus tard cette année-là, Gower et sa collègue Dorothy Spicer (des « aéronautes audacieuses ») présentent un document technique lors de l'assemblée générale annuelle de la Women's Engineering Society sur le traitement des métaux pour les ingénieurs aéronautiques. En 1938, elle est nommée commissaire à la défense civile à Londres auprès de la Garde aérienne civile. Cette année-là, son travail sur les femmes dans l'aviation — Women with Wings — a été publié.

## Air Transport Auxiliary

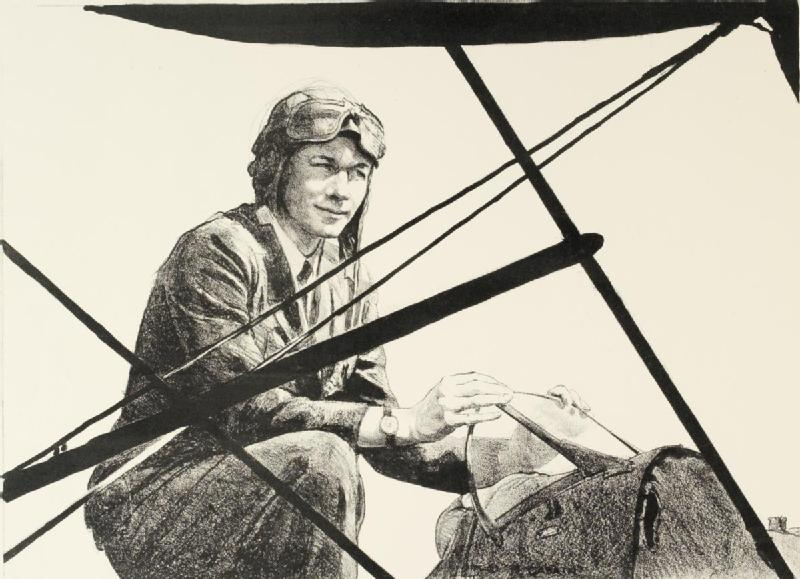
Capitaine Pauline Gower. Lithographie par Ethel Gabain

Au début de la Seconde Guerre mondiale, Gower utilise ses relations haut placées pour proposer la création d'une section de femmes dans le nouvel Air Transport Auxiliary — l'ATA serait responsable du transport des avions militaires de l'usine ou de l'atelier de réparation jusqu'à l'unité de stockage ou unité opérationnelle jusqu'aux autorités. Basée à Hatfield, Gower forme une équipe de traversiers composée de huit femmes pilotes en décembre 1939. 
Gower est nommée à la tête de la branche féminine et commence la sélection et les essais de femmes pilotes. Les huit premiers membres sont nommés par l'ATA le 1er janvier 1940. Parmi les premiers membres, figurent l'internationale de hockey sur glace Mona Friedlander, Margaret Fairweather (fille de Lord Runciman) et l'ancienne danseuse de ballet Rona Rees. Plus tard, Amy Johnson et l’ancienne skieuse olympique Lois Butler y sont intégrées. Gower reçoit le MBE pour ses services en 1942 et un trophée Harmon à titre posthume en 1950.
La British Library conserve un enregistrement de Gower relatant son expérience au-dessus du Kent pendant un vol de nuit, ainsi que ses opinions sur les femmes pilotes.

## Vie privée
Gower épouse le commandant d'escadre Bill Fahie en 1945. Elle est morte en 1947, en donnant naissance à leurs deux fils jumeaux qui ont survécu.

## Sources
- (en) Lettice Curtis, The Forgotten Pilots : A Story of the Air Transport Auxiliary, 1939-45, Olney, Nelson & Saunders, 1985, 337 p. (ISBN 0-947750-02-9).
- Owen Dudley Edwards, « The Battle of Britain and Children's Literature », dans Paul Addison et Jeremy A. Crang, The Burning Blue: a new history of the Battle of Britain, Londres, Pimlico, 2000 (ISBN 978-0-7126-6475-2).
- (en) Owen Dudley Edwards, British children's fiction in the Second World War, Édimbourg, Edinburgh University Press, 2007, 744 p. (ISBN 978-0-7486-1651-0).
- Fahie, Michael, Une moisson de souvenirs: La vie de Pauline Gower, MBE. Peterborough: GMS Enterprises, 1995;  (ISBN 1-870384-37-7)
- (en) Giles Whittell, Spitfire women of World War II, Londres, HarperPress, 2007, 292 p. (ISBN 978-0-00-723535-3).